# Viktorija Marinova
Viktorija Marinova (in bulgaro Виктория Маринова?; Ruse, 7 settembre 1988 – Ruse, 6 ottobre 2018) è stata una giornalista e conduttrice televisiva bulgara.

## Biografia
Nata e cresciuta a Ruse, al confine tra Romania e Bulgaria, è stata direttrice della TVN, un'emittente televisiva bulgara, e ha presentato il programma Detector. Il primo episodio, andato in onda il 30 settembre 2018, con la collaborazione dei giornalisti Dimităr Stojanov e Attila Biro, parlava del cosiddetto Gp Gate, uno scandalo finanziario riguardante una presunta frode ad opera di alcuni politici e uomini d'affari bulgari, che avrebbero malversato dei fondi europei.
Il secondo episodio del programma invece parlava dell'incidente ferroviario di Hitrino (che ha provocato 7 morti e 29 feriti), che, secondo le indagini condotte dai due giornalisti, era collegato alle stesse aziende coinvolte nello scandalo finanziario.

### L'omicidio
Intorno alle 14:00 ora locale (UTC+2) del 7 ottobre 2018 il corpo della Marinova è stato rinvenuto in un parco di Ruse lungo il corso del fiume Danubio. Le successive indagini hanno rivelato che la giornalista è stata picchiata, stuprata e uccisa intorno alle 11-12 dello stesso giorno.
Viktorija Marinova è stata la terza giornalista uccisa in Europa nel 2018, dopo Daphne Caruana Galizia a Malta e Ján Kuciak in Slovacchia.